# Стара Герцеговина

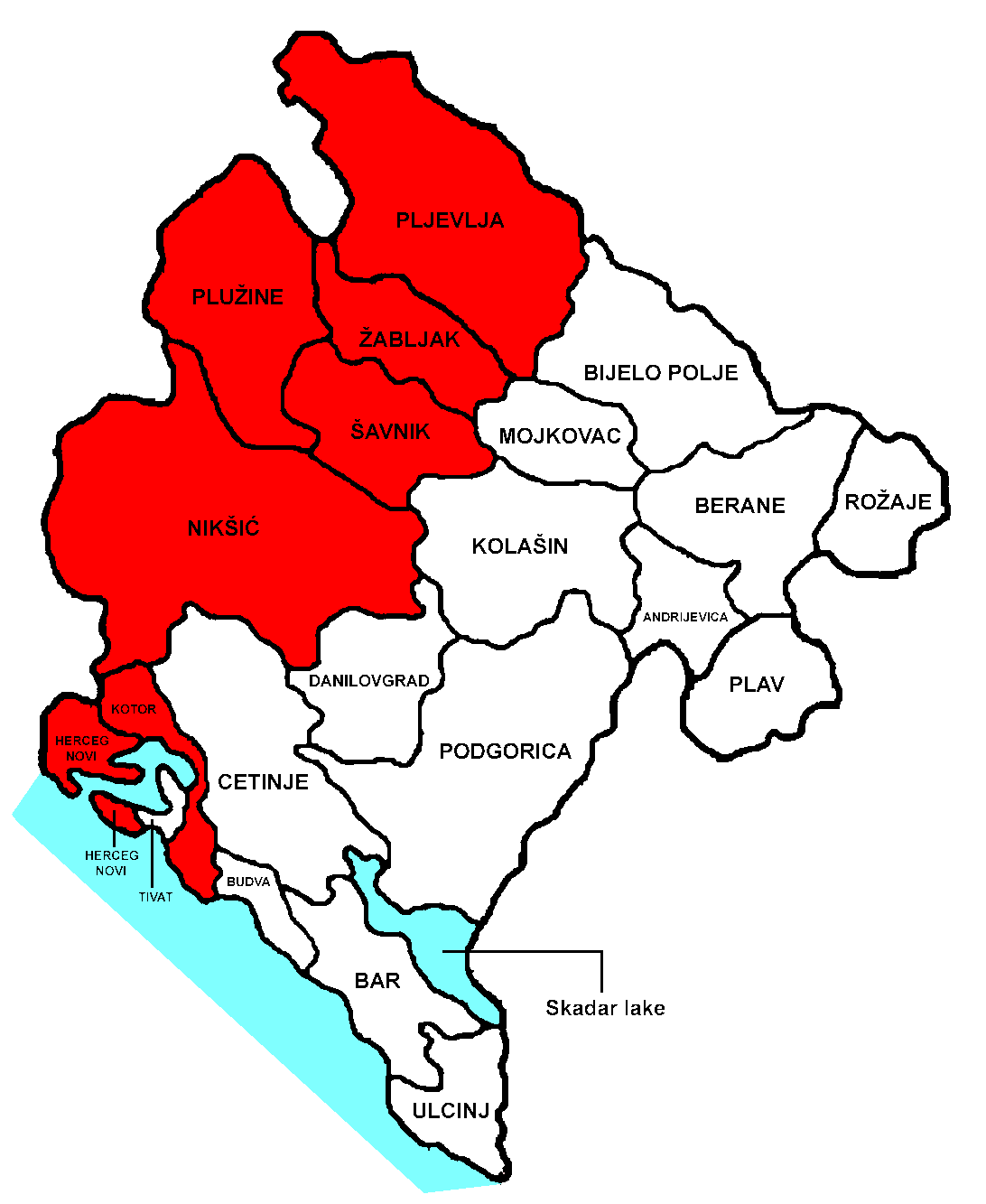
Стара Герцеговина

Стара Герцеговина (Stara Hercegovina / Стара Херцеговина) — історична область Чорногорії. Найбільше місто в цьому регіоні Никшич, другий за величиною є Герцег-Нові.
До Берлінського конгресу 1878 року, Стара Герцеговина була частиною Боснії і Герцеговини, але відтоді в Чорногорії.